# Empire (Ohio)
Empire es una villa ubicada en el condado de Jefferson en el estado estadounidense de Ohio. En el Censo de 2010 tenía una población de 299 habitantes y una densidad poblacional de 384,82 personas por km².

## Geografía
Empire se encuentra ubicada en las coordenadas 40°30′42″N 80°37′34″O / 40.51167, -80.62611. Según la Oficina del Censo de los Estados Unidos, Empire tiene una superficie total de 0.78 km², de la cual 0.78 km² corresponden a tierra firme y (0%) 0 km² es agua.

## Demografía
Según el censo de 2010, había 299 personas residiendo en Empire. La densidad de población era de 384,82 hab./km². De los 299 habitantes, Empire estaba compuesto por el 94.65% blancos, el 2.68% eran afroamericanos, el 2.01% eran amerindios, el 0% eran asiáticos, el 0% eran isleños del Pacífico, el 0% eran de otras razas y el 0.67% pertenecían a dos o más razas. Del total de la población el 0% eran hispanos o latinos de cualquier raza.